# エステバン・サヴェリッチ
エステバン・アリエル・サヴェリッチ（Esteban Ariel Saveljich、1991年5月20日 - ）は、アルゼンチン・タンディル出身のサッカー選手。ブルゴスCF所属。ポジションはDF。

## クラブ経歴
ブエノスアイレス州のタンディルに生まれ、2006年に当時15歳でラシン・クルブの下部組織に加入した。2012年6月23日、CAベレス・サルスフィエルドとのリーグ戦にてトップチームデビューとプロデビューを果たした。
プロ初ゴールは2014年4月1日のエストゥディアンテス戦で、試合は3-3で引き分けた。このシーズン、ラシン・クルブはリーグ優勝を成し遂げ、サヴェリッチも優勝メンバーとなったが、シーズンを通してベンチにいる時間が多かった。
2015年1月、シーズン終了までデフェンサ・イ・フスティシアにレンタル移籍することが決まった。デフェンサではレギュラーの座を掴んでリーグ戦24試合に出場。クラブの2部リーグ降格を回避させることに成功した。
2016年1月24日、自身初の国外挑戦としてUDアルメリアへのハーフシーズンでのレンタル移籍が決まった。アルメリアでは加入してすぐにポジションを確保。シーズン終了後にレバンテUDが4年契約でサヴェリッチを獲得した。
2017年8月4日、レバンテはラ・リーガ昇格を決めたが、サヴェリッチの出場機会は限られたものだったため、2017-18シーズンは、セグンダのアルバセテ・バロンピエへ貸し出されることが発表された。翌2018-19シーズンも再度レンタル移籍が決まり、古巣アルメリアへのレンタルとなった。
2019年7月26日、ラージョ・バジェカーノと4年契約を交わした。
2023年9月1日、ブルゴスCFに加入した。

## 代表経歴
2015年6月、デンマーク代表とスウェーデン代表戦を控えるモンテネグロ代表メンバーに招集されたものの、2試合ともベンチ入りしたのみで終わった。モンテネグロ代表デビューはUEFA EURO2016予選のロシア代表戦であり、先発フル出場でのデビューとなった。

## 人物
サヴェリッチは、元ユーゴスラビア代表として1998 FIFAワールドカップなどに出場したニシャ・サヴェリッチの従兄弟。サヴェリッチはアルゼンチン生まれ、育ちも同国だが、祖父母がモンテネグロからの移民であるため、アルゼンチンとモンテネグロ国籍を保有している。

## タイトル

### クラブ
ラシン・クルブ
- プリメーラ・ディビシオン : 1回 (2014)